# Mauricio Nasi Lignarolo
Mauricio Nasi Lignarolo (Bogotá, 2 de febrero de 1949- 3 de enero de 2023) fue un compositor, arpista y organista clásico colombiano de ascendencia italiana
.

## Trayectoria
Nació en Bogotá, en 1949 se trasladó con sus padres a Roma en 1959, donde tomó clases de piano con la maestra Selika Masé, y clases de arpa con la maestra Anna Di Serio y con Selmi Dongellini (primera arpista de la Orquesta Sinfónica de la RAI). En 1969 se trasladó a los Estados Unidos para continuar clases de arpa y estudios en medicina en la Universidad Estatal de Arizona. Luego regresó a Bogotá, donde terminó su pregrado en biología y se convirtió en organista de la Capilla de la Universidad Nacional de Colombia.
En 1974 obtuvo su título como biólogo y el mismo año fue nombrado organista titular de la Capilla de la Universidad Nacional. Su formación como compositor la comenzó con las clases particulares del maestro Fabio González-Zuleta. En 1977, obtuvo su título de Maestría en Biología, se dedicó de lleno a la música. Además de desempeñarse como intérprete de órgano y como compositor, completó sus estudios de arpa clásica en 1983 en la Universidad Nacional.
Periódicamente ha sido integrante de la Orquesta Municipal de Salisbury, la Filarmónica de Bogotá, la Sinfónica de Colombia, la Sinfónica Juvenil de Colombia y de Pro-Música de Colombia. También ha actuado como solista de arpa y órgano, con especial hincapié en la improvisación. Adicionalmente a la composición y a la interpretación, ha ejercido la docencia en el Conservatorio de la Universidad Nacional y ha tenido a su cargo la creación, dirección y locución de programas radiales en la Radiodifusora Nacional de Colombia.
La mayoría de sus obras tienen como base los instrumentos que él mismo ejecuta (arpa, órgano y piano), aunque también muestra especial interés por otros instrumentos de teclado como la celesta y el clavecín. Además de sus labores como compositor y docente, Nasi Lignarolo también fue divulgador de contenidos sobre música en la antigua Radiodifusora Nacional de Colombia ―hoy Radio Nacional―, con ciclos como La historia del órgano y La música para arpa.

## Fallecimiento
El 3 de enero de 2023 fallece tras sufrir un infarto de miocardio en Bogotá.